# DDTフェス2016 supported by ナタリー
『DDTフェス2016 supported by ナタリー』（ディディティフェス2016 サポーテッド バイ ナタリー）は、日本のプロレス団体DDTプロレスリングによって新木場STUDIO COASTで行われた興行である。

## 概要
2016年4月25日DDT後楽園大会にて11月6日(日)東京・新木場Studio Coastで「DDTフェス2016 supported by ナタリー」開催することを発表した。このイベントは今まで様々なアーティストやアイドルとコラボをしてきたDDTがおこなう音楽フェス。さらにこのイベントではメジャー・インディー問わず、最新の音楽情報を扱うニュースサイト「音楽ナタリー」が協力。
内容は大盛況に終わるも、結果的に100万以上の赤字であったこと、プロレスと音楽の相性の悪さが実証されたと高木三四郎が語っている。

## MC
- 鶴見亜門＜メインMC＞
- 前田亜美＜アシスタントMC＞

## 参加アーティスト
- 筋肉少女帯
- 清水アキラ
- DISH//
- アップアップガールズ（仮）
- BiSH
- ベッド・イン
- カメレオ
- マッチョ29
- CTS
- DJステカセキング
- BLACK JAXX
- レディビアード
- カワイイカンジジャパン☆DA
- NωA

## 全試合
| オープニングアクト カワイイカンジジャパン☆DA                                               |                                                              |                                                               |
| レディビアード『ムーンライト伝説』『ラムのラブソング』                                     |                                                              |                                                               |
| ベッド・イン『♂×♀×ポーカーゲーム』『GOLDの快感』『C調び～なす』                            |                                                              |                                                               |
| マッチョ29『ビバマッチョ』『TRAINING Fighter』                                             |                                                              |                                                               |
| カメレオ『アゲていこう歌』『ダメ男』『万歳ミュージック』                                   |                                                              |                                                               |
| オープニングマッチ カメレオ軍vsマッチョ29軍全面対抗戦 30分一本勝負                         |                                                              |                                                               |
| ○TORU SAKI NOBU ＜カメレオ軍＞                                                             | 4分36秒 ラ・マヒストラル                                     | 諸橋晴也● 才木玲佳 レディビアード→高木三四郎 ＜マッチョ29軍＞ |
| 試合前にカメレオ、マッチョ29がライブをおこないます。                                       |                                                              |                                                               |
| BLACK JAXX『BLACK OUT』『サックスマシーン』『HEY！HO！～エンジン』『One love one heart』   |                                                              |                                                               |
| 第二試合 BLACK OUT presents タッグマッチ 30分一本勝負                                      |                                                              |                                                               |
| LiLiCo ○ゴージャス松野                                                                     | 9分30秒 横入り式エビ固め                                     | ワンチューロ● チェリー                                        |
| CTS『唯我独尊ONLY ONE』『NO REASON』『Love the past play the future』『Yume Be The Light』 |                                                              |                                                               |
| 第三試合 DJステカセキングpresents地獄のシンフォニー6人タッグデスマッチ 30分一本勝負        |                                                              |                                                               |
| ヤス・ウラノ 石井慧介 ●菊タロー                                                            | 8分59秒 卍固め                                               | KUDO○ 高梨将弘 ヨシヒコ                                       |
| BiSH『DEADMAN』『ファーストキッチンライフ』『オーケストラ』『BiSH－星が瞬く夜に－』        |                                                              |                                                               |
| アップアップガールズ（仮）『YOLO』『アッパーレー』『アッパーカット!』                      |                                                              |                                                               |
| NωA『ネバギバ☆I LOVE YOU』                                                                 |                                                              |                                                               |
| 第四試合 果てなきアイドル抗争 30分一本勝負                                                 |                                                              |                                                               |
| 高山善廣 ○平田一喜 岩崎孝樹 withアップアップガールズ（仮）                                 | 9分6秒 奇跡を呼ぶ一発逆転首固め                              | 大石真翔● 勝俣瞬馬 MAO                                        |
| DISH//『WOW WOW TONIGHT』『JUMPer』『踊らにゃソン！Song！』                                |                                                              |                                                               |
| 第五試合 DISH//試練の男色詣 30分一本勝負                                                   |                                                              |                                                               |
| 男色ディーノ ●渡瀬瑞基                                                                     | 11分44秒 ジントニック→エビ固め                               | 高尾蒼馬○ 彰人 withDISH//                                     |
| 試合前にDISH//がライブをおこないます。                                                     |                                                              |                                                               |
| 清水アキラのライブ                                                                         |                                                              |                                                               |
| 第六試合 ロックンロールデスマッチ 30分一本勝負                                             |                                                              |                                                               |
| ●A.YAZAWA withベッド・イン                                                                 | 14分40秒 清水アキラとのツープラトン・ブレーンバスター→体固め | トランザム★ヒロシ○ with清水アキラ                             |
| セミファイナル 新木場STUDIO COAST全面を使った路上プロレス 時間無制限一本勝負               |                                                              |                                                               |
| 高木三四郎 飯伏幸太 樋口和貞 ●伊橋剛太                                                     | 20分47秒 スカイツイスター・プレス→体固め                     | 佐々木大輔 石川修司 遠藤哲哉○ マッド・ポーリー                |
| 筋肉少女帯『労働讃歌』『踊るダメ人間』『日本印度化計画』『タチムカウ』                     |                                                              |                                                               |
| メインイベント スペシャルタッグマッチ 30分一本勝負                                         |                                                              |                                                               |
| ●HARASHIMA 坂口征夫                                                                        | 13分40秒 自分が垂直落下式バックフリップ→片エビ固め           | 竹下幸之介 入江茂弘○                                          |
| 試合前に筋肉少女帯がライブをおこないます。                                                 |                                                              |                                                               |
| NωA『Going my ωay!!!!〜キミはひとりじゃない〜』                                            |                                                              |                                                               |